# МікроРНК-34а

Прогнозована вторинна структура молекули-попередника mir-34

МікроРНК-34a (miR-34a) — це коротка некодуюча мікроРНК, яка у людини кодується геном MIR34A. МікроРНК-34a є ключовим регулятором супресії пухлин. Вона контролює експресію безлічі цільових білків, що беруть участь у клітинному циклі, диференціюванні та апоптозі, протидіє процесам, необхідним для життєдіяльності основних ракових клітин, а також метастазуванню та хіміорезистентності раку.
Ця мікроРНК є членом сімейства miR-34. Сімейство miR-34 складається з трьох членів: miR-34a, miR-34b та miR-34c. У ссавців три молекули-попередників miR-34 синтезуються з двох транскрипційних ділянок. У людини попередник форми miR-34a транскрибується на хромосомі 1. Експресія молекул miR-34a у мишей спостерігається в більшості типів тканин, при цьому найвищий рівень відзначений в мозку. Наявність молекул miR-34 було відзначено в ембріональних стовбурових клітинах. Згідно з останніми даних Soni et al. активність виду miR-34 успадковується по материнській лінії у дрозофіли і даніо реріо.
Зріла форма молекули виду miR-34a є частиною системи активності факторів, пов'язаних з дією пухлинного інгібітора p53. У зв'язку з цим існує гіпотеза, згідно з якою дерегуляція експресії молекул сімейства miR-34 пов'язана з розвитком онкологічних проявів різної етіології.

## Резюме для гена MIR34A

### Ідентифікатори гена MIR34A
Підкатегорія (клас РНК) для гена MIR34A: мікроРНК
Кількість джерел РНК-генів: 6/17
Псевдоніми гена MIR34A: MicroRNA 34a, Hsa-MiR-34a-5p, Hsa-MiR-34a-3p, Hsa-Mir-34a, MIR34A, Hsa-Mir-34-P1, MIMAT0004557, MIMAT0000255, MI0000268, MiRNA34A, MIRN34A, Mir-34а, RF00456, Mir-34
Зовнішні ідентифікатори гена MIR34A: HGNC: 31635 Entrez Gene: 407040 Ensembl: ENSG00000284357 ОМІМ : 611172 miRBase: hsa-mir-34a
Попередні символи HGNC для гена MIR34A: MIRH34А
Попередні ідентифікатори GeneCards для гена MIR34A: GC01M009134, GC01M009211.

### Підсумок Entrez для гена MIR34A
МікроРНК (міРНК) — це короткі (20-24 нт) некодуючі РНК, які беруть участь у посттранскрипційній регуляції експресії генів у багатоклітинних організмах, впливаючи як на стабільність, так і на трансляцію мРНК. МікроРНК транскрибуються РНК-полімеразою II як частина обмежених та поліаденильованих первинних транскриптів (pri-miРНК), які можуть кодувати білок або не кодувати його.
Первинний транскрипт розщеплюється ферментом DROSHA (анг. Drosha ribonuclease III), утворюючи приблизно 70-нт попередник мікроРНК стовбурової петлі (пре-мікроРНК), який далі розщеплюється цитоплазматичною рибонуклеазою Dicer для генерування зрілої мікроРНК та антисмислових продуктів мікроРНК-зірки (miRNA*).
Зріла мікроРНК вбудовується в РНК-індукований комплекс заглушення (експресії генів) (RISC), який розпізнає цільові мРНК через недосконале сполучення основ з мікроРНК і найчастіше призводить до гальмування або дестабілізації цільової мРНК. Референтна послідовність представляє передбачувану стовбурову петлю мікроРНК. Ця мікроРНК функціонує як супресор пухлини, а порушення регуляції або втрата гена-хазяїна, з якого ця мікроРНК обробляється, пов'язане з прогресуванням раку у багатьох типах клітин.
Класифікація Rfam для гена MIR34A:
Сімейство попередників мікроРНК mir-34: RF00456.
Додаткова інформація для гена MIR34A:
HGNC (31635) Entrez Gene (407040) Ensembl (ENSG00000284357) OMIM (611172).
Геномні місця для гена MIR34A
chr1: 9,148,287-9,182,105(GRCh38 / hg38) Розмір:33 819 баз Орієнтація: Мінус пасмо.
chr1: 9,211,727-9,211,836(GRCh37 / hg19) Розмір:110 баз Орієнтація: Мінус пасмо.
Цитогенетична смуга: 1p36.22 від HGNC 1p36.22 | 1p36.22 Entrez Gene 1p36.22 Ensembl.
Домени та сім'ї для гена MIR34A: HGNC: Сімейство MicroRNA MIR34/449.

## Структура
Молекули групи miR-34 представлені малими некодуючими РНК, які у ссавців визначають групу, що складається з трьох зрілих форм малих інтерферуючих РНК.
Спочатку структура молекул, що належать групі miR-34 була передбачена в результаті комп'ютерного аналізу і пізніше підтверджена експериментально. Структура молекули-попередника мікроРНК представлена шпилькою, яка процесується в цитоплазмі ендонуклеазою Diser (V тип) таким чином, що зріла форма miR-34 у вигляді дволанцюгової РНК вичленяється з 5 'області шпильки.
Таблиця 1. Розшифрування гена MIR34A 
| Ідентифікатор РНК центральної розшифровки | Підкатегорія   | Довжина (nts) | Кількість джерел | Ідентифікатори джерел та анотації |
| URS000030BD69_9606                        | міРНК          | 22            | 6                | RefSeq: NR_029610 LncBase: hsa-miR-34a-5p miRBase: MIMAT0000255 MirGeneDB: Hsa-Mir-34-P1_5p TarBase: hsa-miR-34a-5p ENA: LM378896.1: 1..22: нкРНК, LM608342.1: 22..43: нкРНК |
| URS000033F823_9606                        | попередник_РНК | 110           | 5                | HGNC: 31635 RefSeq: NR_029610 Ensembl: ENST00000385130 miRBase: MI0000268 ENA: EF609116.1: 391..500: різна РНК, LM608342.1: 1..110: попередник_РНК                           |
| URS00000EED18_9606                        | міРНК          | 22            | 5                | RefSeq: NR_029610 LncBase: hsa-miR-34a-3p miRBase: MIMAT0004557 TarBase: hsa-miR-34a-3p ENA: LM380236.1: 1..22: нкРНК, LM608342.1: 64..85: нкРНК                             |
| URS00001478AF_9606                        | попередник_РНК | 3648          | 1                | ENA: EF570048.1: 1..3648: попередник_РНК, EF570049.1: 35..33853: попередник_РНК                                                                                              |
| URS000064F123_9606                        | попередник_РНК | 90            | 1                | Rfam: RF00456 |

Докази експресії в тканинах для гена MIR34A: Кров (2,7) Печінка (2,7) Нервова система (2,5) Кишечник (2,5) Серце (2,5) М'язи (2,4) Шкіра (2,4) Нирки (2,4) Лімфатичний вузол (2.3) Підшлункова залоза (2.3) Кістковий мозок (2.2) Легені (2.2) Сеча (2) Кістка (2).
Генетичне дерево RF00456:
Number of genes 190
Number of speciation nodes 176
Number of duplication 6
Number of ambiguous 7
Number of gene split events 0

## Функції
Таблиця 2. Біологічний процес для гена MIR34A
| GO ID   | Кваліфікований термін GO                                                  | Докази | Ідентифікатори PubMed |
| 0006974 | клітинна реакція на подразник пошкодження ДНК                             | IDA    | 30111844              |
| 0010628 | позитивна регуляція експресії генів                                       | IDA    | 27302634              |
| 0010666 | позитивна регуляція апоптотичного процесу клітин серцевих м'язів          | IDA    | 23426265              |
| 0010942 | позитивна регуляція загибелі клітин                                       | IMP    | 22651868              |
| 0016525 | негативна регуляція ангіогенезу                                           | IDA    | 20424141              |
| 0030336 | негативна регуляція міграції клітин                                       | IMP    | 22651868              |
| 0033209 | опосередкований фактором некрозу пухлини сигнальний шлях                  | IDA    | 26949937              |
| 0035195 | приглушення генів за допомогою міРНК                                      | IGI    | 23047694              |
| 0042632 | гомеостаз холестерину                                                     | МКС    |                       |
| 0048678 | реакція на пошкодження аксона                                             | МКС    | 27780189              |
| 0050859 | негативна регуляція сигнального шляху рецептора В-клітин                  | IDA    | 30111844              |
| 0051152 | позитивна регуляція диференціації клітин гладких м'язів                   | IDA    | 25526086              |
| 0051898 | негативна регуляція сигналізації протеїнкінази В                          | МКС    |                       |
| 0061044 | негативна регуляція загоєння судинної рани                                | IDA    | 26493107              |
| 0070328 | тригліцеридний гомеостаз                                                  | МКС    |                       |
| 0071158 | позитивна регуляція зупинки клітинного циклу                              | МКС    |                       |
| 0071456 | клітинна реакція на гіпоксію                                              | IDA    | 27302634              |
| 0071672 | негативна регуляція хемотаксису клітин гладких м'язів                     | IDA    | 26493107              |
| 0090281 | негативне регулювання імпорту іонів кальцію                               | IDA    | 27302634              |
| 0110058 | позитивна регуляція диференціації ендотеліальних клітин кровоносних судин | IDA    | 24792364              |
| 0110114 | негативна регуляція активності транспортера ліпідів                       | МКС    |                       |
| 1900222 | негативна регуляція кліренсу амілоїду-бета                                | МКС    |                       |
| 1901985 | позитивна регуляція ацетилювання білка                                    | IDA    | 20424141              |
| 1903671 | негативна регуляція проростання ангіогенезу                               | МКС    |                       |
| 1904046 | негативна регуляція виробництва судинного ендотеліального фактора росту   | HMP    | 18320040              |
| 1904706 | негативна регуляція проліферації гладком'язових клітин судин              | IDA    | 24792364              |
| 1904753 | негативна регуляція судинної міграції гладком'язових клітин               | IDA    | 26493107              |
| 1905205 | позитивна регуляція заміщення сполучної тканини                           | МКС    |                       |
| 1905206 | позитивна регуляція індукованої пероксидом водню загибелі клітин          | IMP    | 22651868              |
| 1905563 | негативна регуляція проліферації судинних ендотеліальних клітин           | IDA    | 28276476              |
| 2000774 | позитивна регуляція клітинного старіння                                   | IDA    | 20424141              |

### Регулювання пошкодженняДНК
МікроРНК беруть активну участь у регуляції генів, які пов'язані з пошкодженням та відновленням ДНК; тому зміни в біогенезі і дозріванні мікроРНК часто пов'язані з реакцією на ці механізми. Недавні дослідження показують, що на транскрипцію мікроРНК може безпосередньо впливати пошкодження ДНК.
Кілька досліджень виявили, що експресія miR-34a, спричинена пошкодженням ДНК, залежала від p53 і що це супроводжувалося індукцією зупинки клітинного циклу, сприянням апоптозу та репарацією ДНК. Було показано, що р53 дикого типу, що експресує клітину гліобластоми, реагує на випромінювання і було значно вищим пошкодження ДНК у постопромінених ракових клітинах. Механічно показано, що опосередкована miR-34a негативна регуляція р53-зв'язуючого білка 1 (53BP1) призводила до придушення геномної нестабільності в пухлинних клітинах. p53 може індукувати експресію miR-34a також у опромінених мишей. Більше того, в різних біологічних системах спостерігається підвищення регуляції miR-34a у відповідь на вплив генотоксичного агента. Коли пошкодження ДНК активує ген p53, білок p53 зв'язується з промотором miR-34a і посилює експресію miRNA.
MiR-34a, насправді, є безпосередньою транскрипційною мішенню p53, оскільки промоторна область miR-34a містить канонічний сайт зв'язування p53. Мережа p53 пригнічує утворення пухлини шляхом скоординованої активації безлічі транскрипційних мішеней і miR-34 може діяти спільно з іншими ефекторами, щоб інгібувати невідповідну клітинну проліферацію. Сигналізація про пошкодження ДНК також впливає на процеси біогенезу дозрівання miRNA через активацію гена p53. Насправді, зв'язування p53 з DROSHA полегшує обробку pri-miРНК у пре-miРНК, а мутація в ДНК-зв'язуючому домені p53 негативно впливає на цю обробку, зменшуючи, таким чином, експресію пов'язаних miRNA. Більше того, в аналізі silico виявляють, що всі три компоненти супресора пухлини p53, p53, p63 та p73, можуть регулювати основні компоненти обробки міРНК, такі як білки DROSHA-DGCR8, DICER-TRBP2 та Argonaute. Окрім того, що це пряма транскрипційна мішень p53, який має добре збережений NAD-залежний домен ядра сиртуїну і каталізує NAD-залежне деацетилювання декількох мішеней. Після активації SIRT1 дезацетилює також різноманітні негістонові цільові білки, такі як p53, білок ретинобластоми (Rb), фактори транскрипції FoxO, Ku70, NFκB та PGC-1alpha. Опосередковане SIRT1 деацетилювання p53 зменшує активацію транскрипції та, як наслідок, експресію білка p53 нижче мішеней, таких як p21 та PUMA. Отже, SIRT1 опосередковує виживання клітин у періоди сильного стресу через пригнічення апоптозу. Інгібування MiR-34 SIRT1 призводить до збільшення ацетилювання р53 та активності р53. Як результат, придушення miR-34 SIRT1 посилює апоптоз, опосередкований р53. Одночасно, підвищений p53, посилює вироблення miR-34a, тим самим посилюючи стабілізацію p53 та завершуючи петлю позитивного зворотного зв'язку, яка захищає клітини від клітинного окисного стресу та пошкодження ДНК.
Понад 50 % ракових захворювань людини мають мутантний p53 — специфічний для послідовності фактор транскрипції.  Хоча відомо, що більшість членів сім'ї miR-34 безпосередньо регулюються p53, деякі дослідження повідомили, що miR-34a регулюється незалежно від шляху p53.
Слід зазначити вплив мікросередовища пухлини на експресію miR-34a. Гіпоксія є загальним мікросередовищем для мультипатофізіологічного прогресу, включаючи туморогенез. Все більше доказів показують, що miR бере участь у пухлинному розвитку та ангіогенезі, зумовленому гіпоксією. Виявлено, що miR-34a суттєво регулюється в гіпоксичних клітинах канальцевого епітелію нирок, а опосередковане гіпоксією зниження регуляції miR-34a може сприяти епітеліально-мезенхімальному переходу ниркових канальцевих клітин шляхом модуляції сигнального шляху Notch. Цікаво, що тиреоїдний гормон 3,3,5-трийодтиронін (Т3) індукує експресіюmiR-34a . Додатковими гормонами, які слід враховувати при регулюванні miR-34a, є естрадіол (Е2), як показано при раку молочної залози людини.  Ці результати вказують на необхідність дисбалансу мікросередовища пухлини для експресії miR-34a і ця базальна експресія може бути зменшена, якщо ці подразники або скасовано (T3), або збільшено (E2).

### Зв'язок з пухлиноутворенням
Більше 60 % генів, що кодують білок людини, є передбачуваними мішенями мікроРНК.  Цей пункт підкреслює їх вирішальну роль у різноманітних біологічних процесах. Як сім'я висококонсервативних міРНК, miR-34 (s) відіграють важливу роль у клітині. miR-34 бере участь у зупинці клітинного циклу, тимчасовою або постійною (старіння), і накопичує клітини у фазі G1; таким чином, він регулює прогресування клітинного циклу. Крім того, miR-34 індукує апоптоз.
Згадані вище функції, а саме зупинка клітинного циклу, старіння та апоптоз, є супресивними щодо пухлини механізмами. Отже, інактивація miRNA-34 (s) може сприяти туморогенезу. На підтвердження цього твердження, дослідження показали, що miR-34 (s) функціонують як потенційний супресор пухлини і їх експресія регулюється вниз або втрачається при різних видах раку.  Пониження регуляції експресії гена miR-34 (s) може відбуватися з кількох причин, включаючи мутації, які інактивують p53 у клітинах пухлини, мутацію сайту, що зв'язує p53, у генах, що кодують miR-34 (s)  та інактивація miR-34 (s) шляхом відхиленого метилювання CpG промотору.  Крім того, делеція генів, що включають miR-34 (s) (у хромосомах 1p36 та 11q), часто спостерігається при різних типах раку і є ще одним механізмом, що призводить до зниження експресії miR-34 при раку.
Встановлено, що повторна експресія miR-34 (s) у ракових клітинах викликає апоптоз, зупинку клітинного циклу або старіння.  Крім того, дані продемонстрували, що надмірна експресія miR-34 (шляхом трансфекції в пухлинні клітини) пригнічує ріст культивованих ракових клітин  та метастазування, підвищує радіочутливість при низьких дозах опромінення. Дійсно, відновлення miR-34 до клітин — завдяки якому він регулюється вниз — інгібує злоякісні пухлини. Віггінс та ін. показали, що поглинання імітацій miRNA-34a не впливає на нормальні клітини. Це може припустити, що цілеспрямована доставка міРНК до тканин пухлини не буде необхідною, усуваючи перешкоди, пов'язані з використанням деяких засобів доставки, включаючи носії доставки на основі вірусів.
Експресія miR-34 (s), що регулюється вниз, не повідомлялася у всіх зразках раку людини, оцінених у кожному дослідженні. Наприклад, Bommer et al. продемонстрували, що експресія двох мікроРНК-34 різко знижується у шести з 14 (43 %) недрібноклітинних ракових захворювань легенів (НДКРЛ). У звіті Tazawa et al., дев'ять із 25 раків товстої кишки (36 %) показали зниження експресії miR-34a порівняно з аналогічними нормальними тканинами. У дослідженні Wiggins et al., 20 із 32 зразків пухлини НДКРЛ (63 %) продемонстрували знижену експресію miR-34a порівняно з нормальними сусідніми зразками легенів. Важливо зазначити, що результати цього дослідження показали, що екзогенний miR-34a не тільки інгібує клітинні лінії зі зниженою ендогенною експресією miR-34a, але також інгібує клітинні лінії з нормальним рівнем експресії miR-34a. У дослідженні Mudduluru та співавт., 24 з 44 пацієнтів з НДКРЛ (54,5 %) продемонстрували значно знижену експресію miR-34a, тоді як у 12 пацієнтів (27,3 %) була виражена вища регульована експресія miR-34a. Цікаво, що пацієнти з НДКРЛ з регуляцією miR-34a продемонстрували позитивну зв'язок із збільшенням виживання.
Зміни експресії мікроРНК при раку були продемонстровані в численних дослідженнях. Велика кількість злоякісних новоутворень людини асоціюється з випадковими делеціями 1p36, що свідчить про існування супресорів пухлини, кодованих у цій області. miR-34a знаходиться в області хромосоми 1p36, багато досліджень показали, що експресія miR-34a знижується в ракових клітинах, і miR-34a вважається загальним супресором пухлини.
Цао та ін. досліджували, що експресія miR-34a в клітинах раку шлунка значно зменшилась порівняно з нормальною клітинною лінією шлункового епітелію GES-1. А збільшення експресії miR-34a у ракових клітинах шлунка може значно зменшити індекс проліферації та індукувати клітинний апоптоз. Ся та співавт . повідомляли, що лікування ракових клітин підшлункової залози природним з'єднанням геністеїн призвело до підвищення регуляції miR-34a, що призвело до зниження регуляції Notch-1, що корелювало з пригніченням росту клітин та індукцією апоптозу.
Метилювання ДНК розглядається як можливий механізм, що веде до зменшення miR-34a.  Епігенетична інактивація miR-34a була виявлена при багатьох поширених видах раку (легені, молочна залоза, товста кишка, нирки, сечовий міхур, рак підшлункової залози та меланома), а також у клітинних лініях, отриманих від цих видів раку.
Ракові клітини характеризуються гіперметилюванням асоційованих з транскрипцією CpG-острівців генів-супресорів пухлини, що призводить до репресії транскрипції та інактивації генів. Було показано, що MiR-34a гіперметильований при раку молочної залози, товстої кишки та легенів, а ектопічний miR-34a викликає зупинку клітинного циклу G1, старіння та апоптоз, демонструючи тим самим пригнічуючу пухлину роль miR-34a. Відповідно до цього спостереження, при гематологічних злоякісних пухлинах miR-34a є гіперметильованим, а отже, лікування деметилуванням 5-аза-2′-дезоксицитидину призводило до деметилювання промотору miR-34a та повторної експресії primiR-34a.
Таблиця 3. Огляд ролей miR-34a в деяких видах раку
| Тип раку                  | Значення МіР-34а |
| Рак товстої кишки         | Низька експресія miR-34a виявлена в тканинах раку товстої кишки. Надмірна експресія miR-34a пригнічувала міграцію та інвазію клітин раку товстої кишки шляхом націлювання на Fra-1. |
| Рак легенів               | Трансфекція miR-34a може підвищити чутливість обох клітинних ліній раку легенів до цисплатину незалежно від p53. Низькі рівні експресії miR-34a корелювали з високою ймовірністю рецидиву. Застосування miR-34a на моделі миші призводить до значного зменшення маси пухлини.                        |
| Мієлома                   | Терапевтичний потенціал синтетичного miR-34a проти множинної мієломи людини був продемонстрований шляхом репресії мішеней BCL-2 та CDK6. |
| Меланома                  | MiR-34a, націлений на c-Met, частково відповідає за зменшення росту та міграції клітин. |
| Лейкемія                  | Введення miR-34a в клітини K562 пригнічує проліферацію клітин, індукує зупинку клітинного циклу та сприяє диференціації мегакаріоцитів. РМА індукує експресію miR-34a, що може пояснити індуковану ПМА мегакаріоцитарну диференціацію клітинної лінії хронічного мієлоцитарного лейкозу людини K562. |
| Рак підшлункової залози   | Відновлення miR-34a в CSC підшлункової залози суттєво зменшило міграцію in vitro , інвазію та незалежний від якоря ріст. |
| Остеосаркома              | MiR-34a інгібує ріст і метастазування клітин остеосаркоми як in vitro, так і in vivo шляхом націлювання на c-Met. |
| Гепатоцелюлярна карцинома | MiR-34a інгібує міграцію та інвазію клітин гепатоцелюлярної карциноми людини. |
| саркома Юінга             | MiR-34a є однією з п'яти визначених мікроРНК, які, як вважають, є предикторами результату при саркомі Юінга. |
| Рак яєчників              | Рівні miR-34a регулюються у хворих на рак яєчників. Введення miR-34a в клітини раку яєчників призвело до зменшення проліферації та інвазії. |

### Мішені МікроРНК-34а
Відомо, що miR-34a регулює гени-мішені, що регулюють клітинний цикл, клітинну проліферацію, апоптоз, відновлення ДНК та ангіогенез. Також було встановлено, що miR-34a бере участь у клітинній диференціації.
Біоінформаційні підходи та клітинні експерименти дозволили ідентифікувати кілька мРНК як прямі мішені miR-34a. Більшість з них кодують фактори, необхідні для переходу G1/S (c-MYC, E2F, CDK4, CDK6), антиапоптотичні білки (Bcl2, SIRT1) та білки, що беруть участь в інвазії (c-MET). МіРНК регулюють свої мішені за допомогою асоціації 7-нуклеотидної ділянки, так званої насіннєвої послідовності, розташованої в їх 5'-частині з комплементарною послідовністю в 3'-UTR цільової мРНК. Додаткове сполучення підстав може відбуватися за допомогою нуклеотидів у середині та 3′-частини міРНК. Оскільки порівняно коротка насіннєва область є головним фактором, що визначає розпізнавання мішеней, одна іРНК, імовірно, регулює десятки або навіть сотні цільових мРНК. Біоінформаційні прогнози свідчать про те, що кілька сотень мРНК містять збіги з послідовністю насіння miR-34a. Нещодавно протеомічний аналіз виявив ранні мішені miR-34a, що беруть участь в пухлинному нейробластомі.
Yamakuchi et al. показали, що мішенню молекули miR-34a є транскрипт гена SIRT1 (silent information regulator 1): «інгібування молекулами miR-34 експресії SIRT1 призводить до накопичення ацетильованої форми білка p53, а також експресії p21 і PUMA, які є мішенями для p53, і регулюють фази клітинного циклу та апоптозу відповідно. Більш того, супресія SIRT1 призводить до апоптозу в клітинах раку прямої кишки людини, але не тих же клітин з вимкненим геном p53. Крім того, miR-34a сама є мішенню транскрипта p53, що має на увазі наявність позитивного зворотного зв'язку між молекулами мРНК гена p53 і miR-34a. Таким чином, miR-34a функціонує як пухлинний супресор, зокрема як елемент взаємодіючих активностей факторів SIRT1-p53.» Використовуючи сучасний підхід Quantitative proteomics — SILAC вдалося передбачити потенційні мішені молекули miR-34a на геномном рівні для клітин лінії HEK293T.
Основні цілі miR-34a: Notch, c-Myc, c-Met, c-Kit, LMTK3, Ether à go-go 1 channel, LyGDI, Bcl-2 and SIRT1, Survivin and E2F3, Androgen receptor, CCL22, MDM4, Axl receptor tyrosine kinase, Msi1, CD24 and Src, Inosine 5′-monophosphate dehydrogenase, ULBP2, Yin Yang-1, HDAC1, and MTA2, PDGFR α/β, PNUTS.

### Сигнальні шляхи, на які впливає miR-34a
miR-34a має декілька цілей і, отже, працює на кількох клітинних сигнальних шляхах. Опубліковані дані показують, що гени безпосередньої мішені miR-34a є важливими медіаторами, які регулюють різні сигнальні шляхи клітин, такі як Smad4 при трансформації фактора росту β (TGF-β) / Smad сигнального шляху; Риктор, основний компонент комплексу 2 рапаміцину (mTOR) ссавців у фосфатидилінозитид-3-кіназі (PI3K) / AKT / mTOR та сигнальних шляхах Wnt / β-катеніну; і Bcl-2 в сигнальному шляху  апоптозу мітохондрій та сигнальному шляху AKT / ядерного фактора-каппа B (NF-κB). Крім того, декілька ключових компонентів сигнальних шляхів Notch та Wnt / β-катенін, які негативно регулюються miR-34a.

### Регулятори, задіяні в модуляції MiR-34a
Дозрівання міРНК контролюється мікропроцесорним комплексом DROSHA. Нещодавно було показано, що додаткові молекули беруть участь у дозріванні міРНК; наприклад, перетворювач сигналу TGF-β SMADS сприяє дозріванню miR-21, а супресор пухлини p53 покращує обробку miR-16, miR-143, miR-145 та miR-206, тоді як рецептор естрогену α послаблює дозрівання прі-міРНК у пре-міРНК. Однак наразі відома лише обмежена кількість модуляторів miR-34a: CD95, PPAR-γ, PAR2,  Myc, SNAIL та ZEB1, PDGF.

### Дослідження моделейтварин
Біологічна активність miR-34a, вивчена на клітинних моделях, свідчить про потенційну здатність також пригнічувати ріст пухлини in vivo. Загальноприйнятий підхід для досягнення експресії мікроРНК in vivo базується на векторних системах, які функціонують подібно до тих, що використовуються для традиційної генної терапії. Вони можуть використовуватися як на звичайних ксенотрансплантатах перед трансплантацією, так і системно як наночастинки шляхом парентерального введення.
Одним із прикладів є Di Martino et al., які досліджували клінічну можливість перекладу своїх експериментальних висновків, вивчаючи протипухлинну активність miR-34a в моделях мишачого ксенотрансплантата людини. В деталях, автори продемонстрували успішну доставку мікроРНК-34a імітаторів в мм ксенотрансплантатах в мишах SCID і в недавно створеному новому SCID- синта-х моделей  з допомогою NLE, нової основи транспортного засобу доставки ліпіда, який долає багато з найважливіших обмежень інших засобів. Важливо те, що ці висновки підтвердили розробку рецептури miR-34a як нового експериментального агента для лікування ММ.
Для вивчення потенційних клінічних застосувань miR-34a, Li et al. включив його у плазміду націлювання експресії на основі сконструйованого вектора експресії, системи T-VISA-miR-34a, яка може в 100 разів посилити специфічну для раку активність промотору та продовжити тривалість експресії генів.
Встановлено, що T-VISA-miR-34a індукує стійку експресію miR-34a, різко пригнічуючи ріст пухлини та продовжуючи виживання, не викликаючи системної токсичності, на ортотопічній мишачій моделі раку грудей. Примітно, що терапевтично стійкий Kras LSL-G12D/+; Trp53 LSL-R172H/+ Модель раку легенів миші продемонструвала знижену регуляцію miR-34a та підвищену експресію цільових генів miR-34, таких як Met та Bcl-2, про що свідчить qRT-PCR. Більше того, тварини, що мають легенеспецифічну активацію трансгену, інфіковану лентівірусом, що експресує mir-34a, показали незначні або зовсім не свідчили про пухлину і зменшували прогресування попередньо сформованих пухлин, підтримуючи тим самим використання miR-34 як профілактики пухлини легенів та пухлини-статичний агент. На основі використання моделей клітинної культури та мишей, Iqbal та співавт. нещодавно досліджували участь miR-34a у p53-незалежній блокаді клітинного циклу. Вони визначили нову роль мікроРНК-34о, забезпечуючи істотну зв'язок між Р19 Arf і його здатністю до проліферації клітин блоку управляється PDGFRβ.
Значна частина інформації була додана в біологію ЕМТ завдяки використанню експериментальної моделі мишей метастазування аденокарциноми легенів людини, керованої ZEB1. Ця модель дозволила встановити міцний зв'язок між високим рівнем активаторів ЕМТ та втратою полярності клітин, зниженою експресією компонентів базальної мембрани та підвищеною схильністю до метастазування. Детальніше було встановлено, що ZEB1 модулює експресію численних онкогенних та супресивних до пухлин мікроРНК, включаючи miR-34a, ектопічна реекспресія яких зменшила інвазію та метастазування пухлинних клітин шляхом інгібування промігруючих структур цитоскелета та пригнічення активації сімейство RHO GTPase; більше того, заміщення miR-34a регульованою ознакою експресії гена збагачується цитоскелетними функціями та передбачає результат при аденокарциномах легень людини.
Функцію пригнічення пухлини in vivo miR-34a, а також його терапевтичну активність також продемонстрували Wiggins et al, який використовував синтетичний імітатор miR-34a, намагаючись відновити втрату функції при раку. Вони розробили терапевтичну форму, засновану на хімічно синтезованому miR-34a та на основі ліпідів, здатному блокувати ріст пухлини на мишачих моделях недрібноклітинного раку легені. Цей препарат був ефективним і добре переносився при місцевому або системному введенні, а антионкогенні ефекти супроводжувались накопиченням miR-34a в тканині пухлини та зниженням регуляції прямих мішеней miR-34a.
Подібні результати були отримані на генно-інженерній миші-моделі раку легенів на основі конститутивно активного мутанта KRAS G12D. Через десять тижнів після активації мутанта KRAS-G12D та ініціювання ортотопічних пухлин легенів імітації miR-34a, кон'юговані з NLE, систематично вводили через день протягом загальних восьми ін'єкцій при концентрації 1 мг / кг кожного разу. Системне лікування призвело до значного зменшення навантаження на пухлину. Зокрема, миші, оброблені miR-34a, демонстрували зменшення площі пухлини на 60 % порівняно з мишами, які отримували контроль за miRNA. Цей результат корелював зі значним підвищенням рівня miR-34a в легеневій тканині, зниженням експресії Ki67 та збільшенням TUNEL-позитивних клітин.
Іншим прикладом системної доставки є внутрішньовенна доставка miR-34a у наночастинках полікатіонової ліпосоми-гіалуронової кислоти, модифікованих фрагментом одноланцюгового антитіла GC4 (scFv). Автори припустили, що частина антитіла GC4 scFv може полегшити націлювання наночастинок на метастазування пухлини. Для перевірки терапевтичної корисності препарат вводили два дні поспіль (0,3 мг / кг) мишам, які мали метастази в легенях, індуковані ксенотрансплантатом меланоми B16F10. Через одинадцять днів після першого лікування навантаження на пухлину зменшилося приблизно на 50 % за оцінкою люмінесцентної візуалізації метастатичних уражень. В окремому експерименті активність miR-34a була підтверджена збільшенням індукованого miR-34a апоптозу та зниженням рівня білка сурвівіну в легеневих метастазах. Терапевтичний потенціал miR-34a також досліджували на підшкірній та ортотопічній підшлунковій залозі MiaPaca-2 на ксенотрансплантатах, коли miR-34a доставляли систематично з використанням наночастинки на основі 100 нм на основі ліпідів, яка містить вектор, що кодує miR-34a. Пухлини мишей, оброблених miR-34a, були значно меншими та мали ознаки некрозу та апоптозу. Більше того, ортотопічна та підшкірна пухлини демонстрували знижений рівень білків Ki67 та SIRT1 відповідно. Також рівні мРНК CD44 та ALDH були знижені в пухлинних тканинах тварин, які отримували miR-34a.
Таким чином, доклінічні дані моделей пухлин на тваринах демонструють терапевтичну корисність розробки нових препаратів miR-34a, призначених для досягнення клінічного випробування.
Продукти тваринних моделей
Моделі мишей Taconic Biosciences для MIR34A: Mir34a — Модель 9512 — cTTG Mir34a — Модель 9743 — KO.
Хоча загальновизнано, що miR-34a є геном-супресором пухлини, миші miR-34a KO не схильні до пухлин.

### Дослідження на людях
Залучення miR-34a до раку, а також його точна роль під час канцерогенезу все ще розкривається. Встановлено, що MiR-34a дерегульований при раку за рахунок зміни кількості копій ДНК та епігенетичних змін, а також за рахунок зміненої обробки апаратом біогенезу miRNA та зміненою активацією транскрипції. Хоча очевидно, що miR-34a може діяти як супресор пухлини, регулюючи такі процеси, як проліферація, клітинний цикл, апоптоз, інвазія та метастазування, проте все ще досліджується точна кореляція між рівнями експресії miR-34a та стадією метастазування раку. Загалом, експресія miR-34a була знижена при багатьох видах раку.
Щоб оцінити потенційну роль родини miR-34 в епітеліальному раку яєчників людини (ЕРЯ), визначено рівень його експресії в групі з 83 тканин раку. Експресія MiR-34a була знижена в 100 % ЕРЯ з мутацією p53, а miR-34b / c — у 72 %; в той же час, miR-34a був знижений у 93 % пухлин з p53 дикого типу. У всіх випадках зниження рівня miR-34a було пов'язано з метастатичною клінічною стадією. Крім того, повторна експресія miR-34 у мутантних клітинах раку ЕРЯ р53 корелювала зі зниженою проліферацією, рухливістю та інвазією та зниженням експресії рецепторного білка тирозинкінази c-MET.  
Повідомлялося про зниження регуляції miR-34a у пухлинах нейробластоми (НБ), що мають втрату 1p36.3  та у хворих на хронічний лімфолейкоз, які несли делеції 17p13 / TP53, порівняно з пацієнтами без таких делецій. У 2007 році Уелч та його колеги першими визначили miR-34a як проапоптотичний фактор у НБ. Основні механізми приглушення miR-34a в НБ включають делецію 1p36, пов'язану з агресивним фенотипом НБ.
miR-34a сильно пригнічує ріст пухлини головного мозку, націлюючись на безліч онкогенів, і може служити терапевтичною мішенню для пухлини головного мозку. З терапевтичної точки зору, рівні експресії miR-34a позитивно корелюють із реакцією клітин медуллобластоми на хіміотерапевтичні засоби, такі як мітоміцин С та цисплатин. Подальше дослідження виявило підмножину генів MAGE-A як прямі мішені, а пригнічення MAGE-A за допомогою miR-34a призводить до збільшення експресії p53, встановлення нового механізму позитивного зворотного зв'язку із залученням miR-34a та p53, шляхом прямого націлювання на MAGE-A. Потрібні будуть подальші доклінічні дослідження для оцінки можливості заміни miR-34a у поєднанні з хіміотерапією при лікуванні раку мозку.
Втрата 1p36, геномного інтервалу, в якому міститься miR-34a, є загальним явищем у різних видів раку людини, але одним із інших механізмів, відповідальних за зниження рівня експресії сімейства miR-34, здається, є гіперметилювання острівців CpG. Повідомлялося про метилювання промотору miR-34a у 3 з 23 випадків раку товстої кишки, 19 із 24 первинних карцином простати, 6 із 24 карцином молочної залози, 7 із 24 карцином легенів, 3 із 14 карцином нирок, 1 із 5 карцином сечового міхура, 3 із 19 карцином підшлункової залози, а також у 20 із 32 первинних меланом. В результаті цього метилювання спостерігалося супутня втрата експресії miR-34a та розвиток раку.
Однак огляд літератури щодо зміненої експресії miR-34 у раку шлунку (РШ) показав, що деякі дослідження повідомляють про підвищення регуляції miR-34 в РШ. Крім того, miR-34 не визначали як дерегульовану miRNA в кількох дослідженнях, спрямованих на ідентифікацію аномально експресованих miRNA в РШ. miR-34 є важливим регулятором як нормальних стовбурових клітин (СК), так і ракових СК.  У дослідженні Ji та співавт. Відновлення miR-34 у клітинах РШ (клітинна лінія Kato III) пригнічувало ріст та формування пухлинної сфери, що, як повідомляється, корелювало із самовідновленням ракових СК. Вони виявили, що опосередковане miR-34 придушення самообновлення було пов'язане з безпосередньою модуляцією цілей Bcl-2, Notch та HMGA2 нижче за течією, вказуючи на те, що miR-34 може брати участь у прийнятті рішень щодо самопоновлення / диференціації ракових СК шлунку.
Цікаво, що інше сучасне дослідження виявило метилювання промотору miR-34a у 45,1 % зразків та тісну асоціацію з метастазами раку товстої кишки.  Відповідно, виявлено, що сімейство miR-34 епігенетично замовчується в 9 з 9 досліджених клітинних ліній та в 101 із 111 первинних колоректальних карцином (КРК), але вони не були в нормальному епітелії товстої кишки. Після обробки деметилюючими агентами їх експресія була відновлена. Як результат, було повідомлено про серйозне пригнічення як рухомості пухлини, так і формування метастазів. Більше того, було виявлено, що експресія miR-34a регулюється в 36 % КРК людини у порівнянні з аналогом нормальних тканин, і це було пов'язано з подальшим регулюванням шляху E2F та зниженням регуляції p53 / p21 шлях, що призводить до аномального розмноження клітин та розвитку раку товстої кишки.
У клітинах раку кишечника людини, дефіцитних по p53-фактору, відновлення функції молекул miR-34 інгібує ріст ракових клітин, індукує стан чутливості до препаратів хіміотерапії і апоптоз, що вказує на можливість відновлення функції р53 під дією молекул. Активність молекул miR-34 призводить до пригнічення утворення вогнищ пухлини і зростання клітин, що пов'язують з процесом оновлення клітин. Механізм miR-34-опосередкованої супресії процесу оновлення пов'язують з безпосереднім впливом на експресію ефекторних факторів, таких як Bcl-2, Notch і HMGA2. Все це разом вказує на те, що молекули miR-34 можуть брати участь в механізмі, який визначає процеси відновлення і диференціювання клітин раку кишечника людини.
Піно та співавт. спостерігали за допомогою мікрочипів, що miR-34a збільшується в гепатоцелюлярній карциномі (ГЦК) і це пов'язано з перебігом захворювання від нормальної печінки через цироз до повномасштабного ГКЦ. З іншого боку, Li et al. повідомили, що зниження регуляції експресії miR-34a було дуже значним у 19 з 25 (76 %) тканин ГЦК людини порівняно з сусідніми нормальними тканинами, використовуючи RT-qPCR в реальному часі. Різне джерело зразків та різні аналізи можуть частково пояснити невідповідність різних результатів. Нещодавній звіт показав суттєво зниження експресії miR-34a у вісімдесяти трьох випадках зафіксованих формаліном ГЦК тканин, вбудованих у парафін (FFPE), порівняно з такими в сусідніх тканинах печінки. Більше того, функціональні експерименти показали, що клітини ГЦК, трансфіковані імітацією miR-34a, демонстрували значне зниження pERK1 / 2 та pSTAT-5, про що свідчить аналіз вестерн-блот, а також придушення клітинного росту, міграції та інвазії та одночасне збільшення клітинних апоптоз і активність каспази.
miR-34a надмірно експресована у дітей із ожирінням та неалкогольною жировою хворобою печінки (НАЖХП) та / або резистентністю до інсуліну.
miR-34a інгібує розповсюдження та вторгнення аденокарциноми протоки підшлункової залози.
У пацієнтів з недрібноклітинним раком легенів (НДКРЛ), які отримували лише лікувальну операцію, низький рівень miR-34a у зразках пухлини корелював з високим рівнем рецидивів. Більше того, рівні miR-34a модулювались шляхом метилювання промоторної області гена miR-34a. Частота мутацій p53 була значно вищою у пацієнтів з низькою експресією miR-34a, а група пацієнтів як з мутацією p53, так і з низькою експресією miR-34a мала дуже поганий прогноз, що вказує на потенційний синергізм цих двох факторів.  Однак нещодавній звіт пропонував регульований miR-34a (Р <0,05) у пацієнтів із прогресуючим НДКРЛ, які отримували пеметрексед, порівняно зі здоровими контролерами. Для miR-34a не було зафіксовано суттєвої асоціації з клінічним результатом.  
Пеурала та ін., зосереджені на експресії miR-34a у великій серії карцином молочної залози людини та на його взаємозв'язку з фенотипом пухлини та прогнозом. Детально, низька експресія miR-34a була виявлена приблизно у 32 %, а висока експресія приблизно у 25 % пухлин, а решта пухлин мали проміжні рівні експресії. Несподівано висока експресія miR-34a корелювала з агресивним фенотипом негативних пухлин до гормональних рецепторів, p53-імунопозитивних, високим рівнем пухлини та високою швидкістю проліферації пухлин, що вказує на активацію експресії miR-34a як маркер для агресивної пухлини молочної залоз . Однак було встановлено, що він надає незалежний ефект для зниження ризику рецидиву або смерті від раку молочної залози. Примітно, що є ще один суперечливий звіт, який вказував на збільшення кількості miR-34a у пацієнтів з ER- та ER− / PR− карциномою молочної залози. Дивно, але нещодавній звіт показав, що щодо пухлин молочної залози зниження регуляції miR-34a не залежить від двох основних механізмів регулювання, таких як мутант p53 або епігенетичне мовчання.
Вважається, що безпосередня роль miR-34a при раку молочної залози існує через загальну втрату 1p36 і CpG метилювання промотору miR-34a , що призводить до зниження експресії miR-34a порівняно з нормальними тканинами. Показано, що недоекспресія miR-34a сприяє інвазії in vitro та метастазуванню in vivo шляхом придушення потенційного онкогенного фос-асоційованого антигену 1 при раку молочної залози. Наші попередні дослідження показали, що ектопічна надмірна експресія miR-34a суттєво підвищувала чутливість стійких до адріаміцину клітин MCF-7 до адріаміцину шляхом прямого інгібування його мішені, Notch 1, рецептора, що бере участь у передачі сигналів Notch, який відіграє ключову роль в регуляції багатьох фундаментальних клітинних процесів, таких як проліферація, підтримка та диференціація стовбурових клітин під час ембріонального та дорослого розвитку.  Jagged1 та його рецептор Notch1 були мішенями miR-34a і весь сигнальний шлях, включаючи miR-34a / Notch1 / Jagged1 / волохатий та підсилювач розщеплення 1 (Hes-1), був запропонований як пояснення репресії miR-34a до клітини вторгнення. Незважаючи на величезні докази, що підтверджують пригнічувальну пухлину роль miR-34a , також спостерігався зворотний ефект. Наприклад, виявлено, що стійкість клітин до раку молочної залози MCF-7, пов'язана з надмірною експресією miR-34a. Цікаво, що високий рівень експресії miR-34a корелював з кращими показниками виживання хворих на рак молочної залози. Ці результати свідчать про те, що miR-34a є важливим прогностичним маркером.
Подібно до раку молочної залози, спостереження, яке вказує на пряму роль miR-34a в раку простати (РП), полягає в його замовчуванні за рахунок відхиленого метилювання CpG його промотору, і зниження регуляції miR-34a спостерігалось у пухлинах простати порівняно з нормальними тканинами. Доунекспресійні дослідження продемонстрували, що miR-34a забезпечує протипухлинний та антиметастазируючий ефект на туморогенний кластер диференціації 44 + стовбурових клітин РП, а основні механізми включають кластер зниження регуляції диференціації 44, ключовий молекулярний маркер у РП, що вказує на потенційну терапевтичну мішень для miR-34a. Дослідження надмірної експресії на клітинних лініях РРА продемонстрували, що miR-34a забезпечує проапоптотичний ефект за відсутності або присутності хіміотерапевтичних препаратів у залежності від Р53. Негативні кореляції спостерігались у рівнях мРНК SIRT1 та В-клітинної лімфоми / лейкемії-2 (BCL2), контрольованої miR-34a, який може служити ефективним хіміосенсибілізатором у поєднанні зі стандартною хіміотерапією для пацієнтів з рецидивом пухлини або метастазами.
miR-34a надмірно експресуються в клітинах, інфікованих вірусом папіломи людини, і це слід додатково дослідити, щоб встановити, чи є це прямим наслідком вірусної інфекції або клітинної відповіді. Лі та його колеги повідомили, що інгібування експресії miR-34a спостерігається при передракових ураженнях і, ймовірно, є ранньою подією розвитку раку шийки матки. Але також спостерігалося значне збільшення експресії miR-34a у жінок з інвазивними карциномами, що посилило дискусію на цю тему, оскільки попередні дослідження показали суперечливі результати щодо miR-34a та інвазивної карциноми шийки матки.
Аналіз SNP 36 первинних пухлин сечового міхура виявив алельну втрату на хромосомному плечі 1р, а втрата 1р була пов'язана з прогресуванням раку сечового міхура. Ці дані передбачають ген miR-34a як супресор пухлини. Однак конкретних втрат при 1p36.2, регіоні, де нанесений на карту ген miR-34a , не зафіксовано при раку сечового міхура, і майбутні дослідження визначать, чи відбувається втрата 1p36.2 при раку сечового міхура.
Знижена експресія miR-34a у клітинах пухлини остеосаркоми була пов'язана з коротшим часом безжиттєвого виживання, і його повторне введення у вигляді синтетичного проліки демонструє хороший потенціал як нова терапевтична мішень для боротьби із хворобою.
Крім того, знижена регуляція miR-34a була суттєво пов'язана з метастазуванням, тоді як існувала значна кореляція між підвищеною регуляцією miR-34a та неметастатичним станом, що вказує на захисну роль miR-34a проти більш інвазивного захворювання. Останні повідомлення про мікроРНК на основі крові чітко показують, що злоякісні новоутворення змінюють рівні мікроРНК у кровообігу, хоча досі незрозуміло, як пов'язані з пухлиною мікроРНК проникають у кров. Значно знижений рівень циркулюючого miR-34a як у колоректального, так і у хворих на рак молочної залози, порівняно зі здоровими людьми, підкреслює потенціал цих молекул як нових неінвазивних біомаркерів для раку.
Форма miR-34a оверекспресується в ЦНС хворих, які страждають хворобою Альцгеймера (ХА), що підтверджено результатами патологоанатомічного аналізу біопсії позаклітинної рідини, в порівнянні з контрольними пробами. Навмисне зниження рівня miR-34a посилило когнітивні функції та пам'ять. Синаптична дисфункція є основною причиною когнітивної дисфункції; miRNA-34 сильно впливає на синаптичні механізми. Експресія периферичної miR-34a різко регулювалася у пацієнтів з ХА порівняно з нормальним контролем людей похилого віку. Також експресується на високому рівні MIR-34а в певних областях головного мозку у пацієнтів з ХА, 3xTg-ХА моделі миші, а також кори головного мозку мишей APPswe / PS. Більш того, посилена експресія miR-34a у мозку порівняно із віковим здоровим контролем була тісно пов'язана з тяжкістю патології ХА. P53 є ключовим елементом відповіді miR-34a, вісь p53 / miR-34a сприяє апоптозу клітин за допомогою активації каспази-3 та пригнічення експресії Sirt1 та Bcl2 у мозку трансгенних мишей ХА. Інший член сім'ї p53 Tap73 (p73) керує експресією miR-34a через зв'язування специфічних сайтів промотору miR-34a. Чудова підвищена експресія miR-34a / p73 була виявлена в гіпокампі у хворих на ХА, який брав участь у модулюванні синаптичної активності шляхом зменшення експресії синаптотагмін-1 у мозку у хворих на ХА. Крім того, нокаутування miR-34a у мишей APP / PS1 зменшувало вироблення Aβ чуми та покращувало когнітивні функції за рахунок пригнічення активності γ-секретази ХА. Таким чином, miR-34a розглядається як ключовий модулятор у процесі патології ХА.
Багато висновків виявили асоціації з епігенетичною модуляцією генів, що регулюють нейромедіацію, нейророзвиток та імунну функцію, а також диференційовану експресію miRNA (miR-34a). Загалом, фактичні факти помірковано підтверджують зв'язок між епігенетикою та шизофренією та іншими психотичними розладами.
Сигнальний шлях HOTAIR / miR-34a-5p / Notch1 може регулювати розвиток дегенерації міжхребцевих дисків, потенційно роблячи HOTAIR життєздатною мішенню для лікування цієї хвороби.
miR-34a пригнічує експресію гена NAMPT, який кодує фермент нікотинамід фосфорибозилтрансферазу (Nampt). Цей фермент обмежує швидкість у реутилізаційному шляху нікотинаміду адениндинуклеотиду (NAD), що призводить до зменшення NAD. Пригнічення експресії генів miR-34a також знижує рівень сиртуїну 1. Старіння та ожиріння збільшують рівень miR-34a.
Поряд з раком, нещодавно виявлено, що miR-34a причетний до серцево-судинних захворювань як один із факторів, що завдають шкоди. miR-34a інгібує серцеву репарацію шляхом індукування апоптозу. Рівні експресії miR-34a , які раніше показували як регулятор апоптозу та старіння, були вищими у серцях людей старшого віку та мишей порівняно з молодими. Дані in vitro вказували, що цей віковий індукований miR стимульований H2O2 індукований апоптоз у новонароджених кардіоміоцитах щурів. Аналізи in vivo за допомогою лікування антагоміром miR-34a додатково вказували на індуковану miR-34a смерть клітин. Більше того, нокаутовані миші miR-34a мали менше загибелі клітин та гіпертрофію, а також кращу серцеву скорочувальну функцію порівняно з мишами дикого типу. Слід зазначити, що після гострого ІМ експресія miR-34a значно збільшилась у прикордонній зоні, а лікування антагомірами miR-34a або анти-miR на основі блокованої нуклеїнової кислоти (LNA) значно покращило серцеву функцію. Ключовою мішенню miR-34a, визначеною в цьому дослідженні, є горіхи (також відомий якPpp1r10), який є геном, про який раніше повідомлялося в модулюючому апоптозі, укороченні теломер та відновленні ДНК. Понижуючи регулювання експресії miR-34a та miR-21, лікування каллістатином послаблює окисне пошкодження та старіння аорти у діабетичних мишей, спричинених стрептозотоцином, та подовжує тривалість життя елегонів Caenorhabditis elegans в умовах стресу.
MiR-34a, як головний центр регуляторної мережі Т-клітин, відіграє важливу роль в активації Т-клітин. miR-34a широко експресується в імунних клітинах (дендритних клітинах, макрофагах, тучних клітинах, В-клітинах і Т-клітинах) і регулює їх розвиток, функціонування та виживання. Ця мікроРНК, орієнтуючись на понад 30 генів по різних клітинних шляхах, контролює імунну відповідь. Експресія miR-34a контролюється р53 на рівні транскрипції. Так само, як, miR-34a, активуючи дендритні клітини, опосередковує вроджену імунну відповідь і збільшує експресію Т-лімфоцитів, що експресують пухлину CD8. При різних видах раку та аутоімунних захворюваннях miR-34a може регулювати функцію Т-клітин і стати можливою значущою мішенню терапії на основі мікроРНК.

## Клінічна значимість
У сукупності опублікована література встановила, що miR-34 є новим супресором пухлини, експресія якого знижується при великій кількості видів раку (таких як шлунок, товста кишка, легені, молочна залоза, підшлункова залоза, гліобластома, плоскоклітинна клітина голови та шиї та остеосаркома), забезпечуючи поштовх до функціонального відновлення miR-34 як нової терапії раку.
MiR-34a діє як супресор пухлини при багатьох видах раку, і нові докази показали, що замісна терапія на основі miR-34a є перспективним підходом у лікуванні раку. Наприклад, внутрішньопухлинна або системна доставка синтетичного miR-34a, що складається з ліпідів, індукує анти-мієломну активність in vivo на мишачих моделях мієломи людини без токсичності. Подібні результати були відзначені, що екзогенна доставка miR-34a до встановлених пухлин на мишачих моделях раку легенів призводила до різкого пригнічення росту пухлини, маючи на увазі потенціал замісної терапії miR при раку легенів. Оскільки miR-34a та miR-15a / 16 часто регулюються в одній і тій же пухлинній тканині, введення комбінації обох miR може також посилити їх терапевтичний вплив.
Було продемонстровано, що miR-34a має потужний пригнічуючий пухлину ефект на різні види раку, що передбачає можливе застосування miR-34a при виявленні пухлини, метастазуванні, терапії та прогнозі. MiR-34a діє як пригнічувач метастазів для регулювання міграції та інвазії раку молочної залози шляхом інгібування онкогену Fra-1. Рокавець та ін . показали, що miR-34a, як відомо, націлений на перехід епітелію в мезенхіму і, ймовірно, пригнічує ранні фази метастазування раку прямої кишки.  Сіменс та ін . повідомили, що метилювання miR-34a було виявлено в 45,1 % зразків раку товстої кишки і суттєво пов'язано з метастазами в печінку та лімфатичні вузли. Кумар та співавт . досліджували, що miR-34a пригнічує ангіогенез пухлини, блокуючи вироблення судинного ендотеліального фактора росту. Чжан та ін . повідомили, що miR-34a інгібує міграцію клітин та інвазію клітин раку сечового міхура антагонізуючи Notch1. Лі та ін . повідомили, що рівень експресії miR-34a був нижчим у пацієнтів з рецидивом порівняно з тими без рецидиву після радикальної операції.  У групі рецидивів медіана виживання без хвороб у пацієнтів із низькою експресією miR-34a становила 13,4 місяця, що було коротше, ніж у пацієнтів з високою експресією miR-34a. Кашат та ін . встановили, що надмірна експресія miR-34a призводила до зниження здатності до самовідновлення клітин раку передміхурової залози (PCa) і, навпаки, інактивація miR-34a приводила до збільшення здатності до самовідновлення. У сукупності дослідження показали, що miR-34a є сильним та незалежним прогностичним маркером онкологічних захворювань.
Xiu et al. повідомив, що модульована експресією miR-34a реакція клітин раку молочної залози на Адріаміцин шляхом націлювання на Notch-1 та Notch-сигнальний шлях може зіграти життєво важливу роль у придбанні стійкості клітин раку молочної залози до хіміотерапевтичних засобів.  Лу та ін . повідомили, що онколітичний аденовірус, ко-експресуючий miRNA-34a та IL-24, індукує чудову протипухлинну активність у клітинах гепатоцелюлярної карциноми. У клітинах PCa було показано, що регульований miR-34a вгору пов'язаний із чутливістю пухлинних клітин до цитотоксичних агентів камптотецину та паклітакселу. Лікування, що поєднує miR-34a з 5-фторурацилом (5-FU), суттєво показало ефективніші протипухлинні ефекти, ніж одноразове лікування 5-FU. Нещодавно розроблений синтетичний аналог куркуміну, який називають дифторованим куркуміном (CDF), може бути новим деметилюючим агентом для відновлення експресії сімейства miR-34, а отже, CDF може стати новим терапевтичним засобом для лікування раку товстої кишки.
Дослідження показало, що р53 дикого типу є одним із ключових факторів, що впливає на радіочутливість ракових клітин а р53-мутовані або р53-дефіцитні ракові клітини погано реагують на випромінювання. Лю та співавт. показали, що індукція miR-34a випромінюванням залежала від p53, а надмірна експресія miR-34a могла суттєво посилити радіочутливість.
Зниження регуляції MiR-34a корелювало із стійкістю до раку з різними препаратами, що є основною проблемою для успішної хіміотерапії раку. Показано, що міметичні агенти MiR-34a послаблюють стійкість до лікарських засобів у різних клітинних лініях раку. В останні роки все більше доказів демонструє, що miR-34a відіграє ключову роль у реакціях клітин пухлини на хіміотерапевтичні засоби і може служити ефективною протипухлинною терапевтичною мішенню.
Загалом, видається, що miR-34a є привабливим кандидатом на підходи до генної терапії, а не на підходи siRNA, завдяки своїй здатності регулювати проліферацію клітин та загибель клітин, а також міграцію та інвазію клітин шляхом націлювання кількох генів-мішеней.
Здатність впливати на множинні шляхи передачі сигналів раку, здається, є важливою перевагою терапевтичного використання miRNA-34a. Ця концепція передбачає, що miR-34a може регулювати безліч злоякісних аспектів біології раку, включаючи метастазування, генерацію CSC, ангіогенез пухлин, ріст пухлинних клітин та стійкість до виживання та терапії. Було показано, що повторне введення (або відновлення) зниженого регулювання miR-34a в ракові клітини реактивує клітинні шляхи і, таким чином, забезпечує перспективну можливість лікування раку.
Можна очікувати, що члени сім'ї miR-34 стануть потенційними діагностичними та прогностичними біомаркерами при деяких типах раку людини.
Подальше розуміння молекулярних механізмів miR-34a при раку є необхідним для розробки ефективної діагностики та лікування.

### Прояви
Таблиця 4. Розлади для гена MIR34A
| Розлад                                                 | Псевдоніми | Ідентифікатори PubMed |
| меланома                                               | · злоякісна меланома · наевокарцинома[джерело?] · шкірна меланома · злоякісні меланоми | 19029026              |
| ретинобластома                                         | · rb1 · рб · ретинобластома, тристороння · рак сітківки · злоякісне новоутворення сітківки · пухлина сітківки · тристороння ретинобластома · спадкова ретинобластома · нейробластома сітківки · rb — ретинобластома · рак ока, ретинобластома · гліома, сітківка · неспадкова ретинобластома · дитячий рак ретинобластоми · новоутворення на сітківці | 19443717              |
| гліома                                                 | |                       |
| лейкоз, хронічний лімфоцитарний                        | · cll · лейкемія, хронічна лімфатична · хронічний лімфолейкоз · В-клітинний хронічний лімфолейкоз · хронічний лімфатичний лейкоз · хронічний лімфолейкоз · лімфоплазмоцитарний лейкоз · b-клітинний хронічний лімфолейкоз · хронічний В-клітинний лімфолейкоз · лейкоз, лімфоцитарний, хронічний · b-cll · невелика лімфоцитарна лімфома · хронічний лімфолейкоз · лейкоз лімфоцитарний хронічний · лімфома невелика лімфоцитарна · лейкоз, лімфоцитарний, хронічний, В-клітинний | 20089965              |
| нейробластома                                          | · nb · нейробластоми · центральна нейробластома | 17297439              |
| гепатоцелюлярна карцинома                              | · hcc · рак, гепатоцелюлярний · рак печінки · карцинома печінки; lcc · карцинома печінки · lcc · гепатома · гепатоцелюлярна карцинома, соматична · гепатобластома, соматична · гепатоцелюлярна карцинома, дитячий тип, соматична · гепатоцелюлярний рак, соматичний · дитяча гепатоцелюлярна карцинома · доросла гепатоцелюлярна карцинома · доросла первинна гепатоцелюлярна карцинома · ca печінка — первинна · рак печінки · печінкове новоутворення · злоякісне печінково-жовчне новоутворення · злоякісне новоутворення печінки · злоякісне новоутворення печінки, не вказане як первинне або вторинне · злоякісне новоутворення печінки, первинне · злоякісна пухлина печінки · новоутворення печінки · нерезектабельне первинне злоякісне новоутворення печінки · первинний рак печінки · первинне злоякісне новоутворення печінки · резектабельне злоякісне новоутворення печінки · гепатобластома · новоутворення печінки · первинний рак печінки · первинна карцинома печінки · первинне злоякісне новоутворення печінки · первинна пухлина печінки · рідкісна пухлина печінки та внутрішньопечінкових жовчовивідних шляхів · дорослі hcc · рідкісна пухлина печінки та ibt · дитинство hcc · гепатоцелюлярна карцинома з дитинством · дитячий hcc · гепатоцелюлярний рак · новоутворення в печінці · карцинома, гепатоцелюлярна · гепатоми · новоутворення печінки · карцинома печінки · карцинома печінки та внутрішньопечінкових жовчовивідних шляхів · злоякісне гепатобіліарне новоутворення | 18942116              |
| мієлодиспластичний синдром                             | · mds · мієлодиспластичний синдром у тому числі · мієлодиспластичний синдром, сприйнятливість до, включено · мієлодиспластичний синдром, соматичний · мієлодиспластичний синдром, сприйнятливість до · мієлодиспластичні синдроми · мієлодисплазія | 21150891              |
| хвороба Альцгеймера                                    | · оголошення · пресенільна та стареча деменція · хвороба Альцгеймера, сприйнятливість до · хвороба Альцгеймера, пізній початок, сприйнятливість до · хвороба Альцгеймера, пізній початок · хвороба Альцгеймера 1, сімейний · хвороба Альцгеймера · деменція Альцгеймера · хвороба Альцгеймера 1 типу · ad1 · хвороба Альцгеймера 1 · сімейна хвороба Альцгеймера · деменція Альцгеймера · склероз Альцгеймера · синдром Альцгеймера · деменція типу Альцгеймера · дат · первинна стареча дегенеративна деменція · сдат · аутосомно-домінантна хвороба Альцгеймера · рання хвороба Альцгеймера з церебральною амілоїдною ангіопатією · хвороба Альцгеймера · хвороба Альцгеймера, рання стадія, з церебральною амілоїдною ангіопатією · пізня хвороба Альцгеймера · шлях хвороби Альцгеймера кегг · деменція через хворобу Альцгеймера | 19683563              |
| медуллобластома                                        | · mdb · медуллобластома, соматична · медуллобластома, десмопластична · мозкова мозкова речовина · cns pnet · cpnet · інфрантенторіальна примітивна нейроектодермальна пухлина · локалізована примітивна нейроектодермальна пухлина · класична медуллобластома · десмопластична / вузликова медуллобластома · медуллобластома з великою нодулярністю · mben · медулобластома десмопластична · нейроектодермальні пухлини, примітивні · медуллобластоми · десмопластична медуллобластома · медуллобластома, з великою нодулярністю | 19773441              |
| рак стравоходу                                         | · рак стравоходу, соматичний · плоскоклітинний рак стравоходу, соматичний · карцинома стравоходу, соматична · карцинома стравоходу · рак стравоходу · карцинома стравоходу · ca нижній третій стравохід · ca середній третій стравохід · рак стравоходу · злоякісне новоутворення дистальної третини стравоходу · злоякісне новоутворення нижньої третини стравоходу · злоякісне новоутворення середньої третини стравоходу · злоякісне новоутворення проксимальної третини стравоходу · злоякісне новоутворення верхньої третини стравоходу · злоякісна пухлина живота стравоходу · злоякісна пухлина дистальної третини стравоходу · злоякісна пухлина проксимальної третини стравоходу · злоякісна пухлина середньої третини стравоходу · аденокарцинома кардії шлунка · плоскоклітинний рак стравоходу · escc · епідермоїдна карцинома стравоходу · плоскоклітинний рак стравоходу · рак аеродигенного тракту · ескр · плоскоклітинний рак стравоходу · новоутворення стравоходу · рак, стравохід · злоякісне новоутворення стравоходу · плоскоклітинний рак стравоходу · злоякісне новоутворення середньої третини стравоходу | 20309880              |
| рак підшлункової залози                                | · карцинома підшлункової залози · ацинарна карцинома підшлункової залози · карцинома підшлункової залози, соматична · рак підшлункової залози, соматичний · ca тіло підшлункової залози · ca головка підшлункової залози · ca хвіст підшлункової залози · злоякісне новоутворення тіла підшлункової залози · злоякісне новоутворення головки підшлункової залози · злоякісне новоутворення хвоста підшлункової залози · новоутворення підшлункової залози · пухлина підшлункової залози · карцинома підшлункової залози · екзокринний рак · екзокринна карцинома підшлункової залози · рак підшлункової залози, сімейний · сімейний рак підшлункової залози · сімейна карцинома підшлункової залози · спадковий рак підшлункової залози · спадкова карцинома підшлункової залози · рак підшлункової залози · карцинома підшлункової залози · pnca · новоутворення підшлункової залози · карцинома головки підшлункової залози · новоутворення підшлункової залози · рак підшлункової залози, сприйнятливість до · пухлини підшлункової залози · рак, підшлункова залоза · злоякісне новоутворення підшлункової залози | 17540599              |
| рак шлунка                                             | · рак шлунка, соматичний · рак шлунка · ca тіло — шлунок · ca більша кривизна шлунка · ca менша кривизна — шлунок · новоутворення шлунка · злоякісне новоутворення тіла шлунка · злоякісне новоутворення меншої кривої шлунка · злоякісна пухлина тіла шлунка · злоякісна пухлина більшої кривої шлунка · злоякісна пухлина меншої кривої шлунка · карцинома шлунка · рак шлунка · карцинома шлунка · рак шлунка у дорослих · карцинома шлунка у дорослих · рак шлунка кишечник · газ · новоутворення шлунку · рак шлунка · шлункові карциноми · рак, шлунковий · новоутворення шлунка · злоякісне новоутворення шлунка | 21112772              |
| рак простати                                           | · рак простати, соматичний · рак передміхурової залози, сприйнятливість до · рак простати, сімейний, схильність до · рак простати, сімейний · спадковий рак простати · злоякісна пухлина передміхурової залози · ngp — новоутворення передміхурової залози · новоутворення передміхурової залози · рак передміхурової залози · новоутворення передміхурової залози · пухлина передміхурової залози · рак простати · рак передміхурової залози · карцинома простати · сімейний рак простати · рак простати, спадковий · прц · рак передміхурової залози · злоякісне новоутворення передміхурової залози · карцинома передміхурової залози · ПК · злоякісна пухлина передміхурової залози · новоутворення передміхурової залози · рак, простата · злоякісне новоутворення передміхурової залози | 18834855              |
| Сприйнятливість до гліоми 1                            | · glm1 · гліома, схильність до, соматична · гліома соматична · гліобластома, соматична · мультиформна гліобластома · Гбм · астроцитома · астроцитарна пухлина · олігодендрогліома · гліобластома · гліома · епендимальна пухлина · сімейна гліома мозку · glm · гліома 1 · гліома, сприйнятливість, тип 1 · добре диференційована олігодендрогліома | 19773441              |
| колоректальний рак                                     | · crc · рак товстої кишки · колоректальний рак, сприйнятливість до · колоректальний рак, соматичний · рецидив аденоми товстої кишки, знижений ризик розвитку · колоректальний рак з хромосомною нестабільністю, соматичний · рак товстої кишки, соматичний · рак товстої кишки, запущений, соматичний · рак товстої кишки, сприйнятливість до · колоректальна карцинома · карцинома товстої кишки · новоутворення товстої кишки · колоректальні новоутворення · колоректальні карциноми · рак товстої кишки · колоректальний рак · рак, колоректальний, соматичний · рак, товста кишка · рак, колоректальний · колоректальне новоутворення · новоутворення товстої кишки · злоякісна пухлина товстої кишки | 17875987              |
| рак легенів                                            | · аденокарцинома легенів · рак легенів, сприйнятливість до · рак легенів, захист від · недрібноклітинний рак легенів, соматичний · аденокарцинома легенів, соматична · немелкоклітинний рак легенів, відповідь на інгібітор тирозинкінази у · недрібноклітинний рак легенів, сприйнятливість до · недрібноклітинний рак легенів · аденокарцинома легенів, відповідь на інгібітор тирозинкінази у · рак легенів, соматичний · рак легенів, стійкість до · новоутворення в легенях · карцинома легенів · рак легенів · карцинома легенів · недрібноклітинний рак легенів · nsclc · рак бронха · рак легені · злоякісні пухлини легенів · злоякісні пухлини легень · новоутворення в легенях · злоякісна пухлина легенів · злоякісне новоутворення в легенях · злоякісна пухлина легені · рак легенів · легенева карцинома · легеневі новоутворення · респіраторна карцинома · альвеолярно-клітинний рак · lncr · новоутворення в легенях · рак легенів · карцинома недрібноклітинної легені · карцинома, недрібноклітинна легеня · рак легенів · карциноми легенів · рак, легені · рак, легені, недрібноклітинний · бронхіолоальвеолярна аденокарцинома · первинне злоякісне новоутворення в легенях | 17656095              |
| рак молочної залози                                    | · долькова карцинома молочної залози · пухлина молочної залози · злоякісне новоутворення молочної залози · злоякісна пухлина молочної залози · рак молочної залози · новоутворення молочної залози · пухлина молочної залози · первинний рак молочної залози · чоловічий рак молочної залози · новоутворення чоловічої грудей · карцинома молочної залози · злоякісне новоутворення чоловічої грудей · карцинома молочної залози · рак молочної залози, сімейний · рак молочної залози · злоякісна пухлина молочної залози · сімейний рак молочної залози · сімейна карцинома молочної залози · генетичний рак молочної залози · спадковий рак молочної залози · спадкова карцинома молочної залози · спадковий рак молочної залози · рак молочної залози у чоловіків · чоловіча карцинома молочної залози · рак молочної залози, чоловік · рак молочної залози, часточковий · рак молочної залози, ранній початок, схильність до · рак молочної залози, ранній початок · рак молочної залози, інвазивний протоковий · рак молочної залози, захист від · рак молочної залози, соматичний · сприйнятливість до раку молочної залози · рак молочної залози, чоловіки, сприйнятливість до · рак молочної залози, сприйнятливість до · чоловіча карцинома молочної залози · інвазивна протокова карцинома молочної залози · пухлини молочної залози · карциноми молочної залози · новоутворення молочної залози · новоутворення молочної залози, чоловічі · новоутворення молочної залози · новоутворення молочної залози тварин · первинне злоякісне новоутворення молочної залози · карцинома чоловічої грудей · рак молочної залози сімейний · рак молочної залози сімейний чоловік · до н. е · рак молочної залози, сімейний чоловік · сімейний рак молочної залози · часточковий рак молочної залози · рак, молочна залоза, сімейний · рак, молочна залоза · рак, молочна залоза, часточка · інвазивна протокова карцинома молочної залози · новоутворення молочної залози · долькова карцинома молочної залози · сприйнятливість до раку молочної залози | 21047409              |
| неалкогольна жирова хвороба печінки                    | · нафлд · безалкогольна жирова печінка · нафл · безалкогольний стеатогепатит · наш · жирова печінка · неалкогольний стеатогепатит · неалкогольна жирова хвороба печінки · стеатоз · схильність до неалкогольної жирової хвороби печінки | 19780876              |
| плече-лопаточно-лицьова міопатія 1                     | · fmd · fshd1 · м'язова дистрофія, фаціоскапулохумеральна, тип 1 · фаціоскапулохумеральна м'язова дистрофія; fshd; fmd · фаціоскапулохумеральна м'язова дистрофія · fshd · м'язова дистрофія, фаціоскапулохумеральна, тип 1а; fshd1a · м'язова дистрофія, фаціоскапулохумеральна, тип 1а · fshd1a · landouzy-dejerine м'язова дистрофія · фаціоскапулохумеральна м'язова дистрофія 1 типу · фаціоскапулохумеральна м'язова дистрофія типу 1а · landouzy дежеринова м'язова дистрофія · м'язова дистрофія, ландаузи-дієрин · м'язова дистрофія, фаціоскапулохумеральна · fsh м'язова дистрофія · фаціоскапулохумеральна м'язова дистрофія 1а · fshmd1a · фаціо-лопатково-плечова дистрофія · фаціоскапулохумеральна атрофія · фаціоскапулохумеральний тип прогресуюча м'язова дистрофія · фаціоскапулоперонеальна м'язова дистрофія · фаціоскапулохумеральна дистрофія · фш-дистрофія · фаціоскапулохумеральна міопатія · міндатія ландсузі-дежерін · м'язова дистрофія фаціоскапулохумеральна · дистрофія, м'язова, фаціоскапулохумеральна · дистрофія, м'язова, фаціоскапулохумеральна, тип 1 | 17942673              |
| включення міозиту тіла                                 | · ibm · міозит · міопатія з вродженими контрактурами суглобів, офтальмоплегія та вакуолі з окантовкою · міопатія нонака · hibm · міопатія тіла включення, квадрицепс щадить · qsm · гнійна міопатія · dmrv · дистальна міопатія з окантованими вакуолями · дистальна міопатія, тип нонака · спадкова міопатія організму · ibm-3 · ibm2 · міопатія тіла включення 2 · міопатія тіла включення 3 · міозит, тіло включення · міопатія тіла, аутосомно-рецесивна · квадрицепс, що щадить міопатію · міопатія вакуольної оправи · спадкова міопатія тіла — контрактури суглобів — офтальмоплегія · спадкова інклюзія тіла міопатія типу 3 · hibm3 · ibm3 · включення тіла міопатія аутосомно-домінантна · запальна міопатія · епізодичний міозит включення тіла · запальні міопатії · sibm · міозит включення тіла · міопатія, тіло включення, тип 2 · міопатія, тіло включення, тип 3 · міопатія тіла включення, аутосомно-домінантна · включення організму міопатія, спорадична | 17942673              |
| лейоміома матки                                        | · вул · міома матки · лейоміома маточного тіла · плексиформна лейоміома · лейоміома матки · фіброма матки · міома матки | 17765232              |
| м'язова дистрофія, Дюшенна тип                         | · dmd · м'язова дистрофія Дюшенна · м'язова дистрофія, псевдогіпертрофічний прогресивний, тип Дюшенна · м'язова дистрофія, дюшен · важка дистрофінопатія, тип Дюшенна · м'язова дистрофія душенна · дистрофія, м'язовий, тип Дюшенна | 17942673              |
| м'язова дистрофія мійоші 1                             | · mmd1 · мійоші міопатія · м'язова дистрофія, дистальна, пізній початок, аутосомно-рецесивна · міоші м'язова дистрофія · мійоші міопатія 1 · мійоші дистальна міопатія · мм · м'язова дистрофія, дистальна, пізній початок, аутосомно-рецесивна · дистальна м'язова дистрофія, тип мійоші · ммд · м'язова дистрофія дистальна пізньоутворена аутосомно-рецесивна · дистрофія, м'язова, мійоші 1 типу | 17942673              |
| дерматоміозит                                          | · аміопатичний дерматоміозит · дерматополіміозит · поліміозит із ураженням шкіри · дерматоміозит дорослих · адм · дерматоміозит синус міозит · дерматоміозит дорослого типу | 17942673              |
| новоутворення вегетативної нервової системи            | · пухлина вегетативної нервової системи |                       |
| новоутворення периферичної нервової системи            | · новоутворення периферичного нерва · новоутворення нервової оболонки · пухлини нервової оболонки · пухлина pns · новоутворення периферичної нервової системи · новоутворення нервової оболонки |                       |
| плоскоклітинний рак ротової порожнини                  | · ротовий плоскоклітинний рак · плоскоклітинний рак рота | 18381414              |
| цукровий діабет                                        | · діабет |                       |
| немаліновая міопатія                                   | · нм · хвороба тіла немаліну · міопатія з немалінових стрижнів · стрижнева міопатія · вроджена хвороба стрижнів · хвороба немалінових стрижнів · хвороба тіла палички · міопатія стрижневого тіла · міопатії, немалінові · міопатія, немалін · нім · немалінові тіла · міопатії немалінові | 17942673              |
| хвороба шийки матки                                    | · розлади шийки матки · захворювання шийки матки |                       |
| аденокарцинома ендометрія                              | · аденокарцинома ендометрію · аденокарцинома ендометрію · аденокарцинома матки · аденоакантома ендометрія · ендометріоїдна аденокарцинома ендометрія · ендометріоїдна аденокарцинома ендометрію з плоскою диференціацією · ендометріоїдна аденома або карцинома · ендометріоїдні аденоми та карциноми · ендометріоїдна карцинома ендометрію · ендометріоїдна аденокарцинома ендометрія, варіант із плоскою диференціацією · аденокарцинома ендометрія |                       |
| рак гортані                                            | · карцинома гортані · рак гортані · карцинома гортані · рак гортані · новоутворення гортані · рак, гортані · новоутворення гортані · злоякісне новоутворення гортані |                       |
| рак центральної нервової системи                       | · пухлина центральної нервової системи · пухлини центральної нервової системи · cns новоутворення · злоякісне новоутворення центральної нервової системи · злоякісна пухлина cns · новоутворення центральної нервової системи |                       |
| маточні аномалії                                       | · захворювання матки · хвороби матки · аномалія матки |                       |
| рак ендокринної залози                                 | · ендокринне новоутворення · ендокринна пухлина · злоякісна ендокринна пухлина · злоякісне новоутворення залози внутрішньої секреції · злоякісна пухлина залози внутрішньої секреції · новоутворення залози внутрішньої секреції · новоутворення ендокринної системи · новоутворення залоз внутрішньої секреції · карцинома залози внутрішньої секреції |                       |
| рак товстої кишки                                      | |                       |
| захворювання жіночої репродуктивної системи            | · захворювання статевих органів, жіночі · розлад репродуктивної системи жінки |                       |
| рак лімфатичної системи                                | |                       |
| рак дихальної системи                                  | |                       |
| хвороба гортані                                        | · захворювання гортані |                       |
| рак сполучної тканини                                  | · новоутворення сполучної тканини · новоутворення сполучної тканини · пухлина сполучної тканини · новоутворення, сполучна тканина |                       |
| плоскоклітинний рак гортані                            | · епідермоїдна карцинома гортані · плоскоклітинний рак гортані |                       |
| запалення кісток                                       | · запальне захворювання кісток · запальний розлад кісток · остеїт |                       |
| хвороба лімфатичної системи                            | · аденопатія · захворювання лімфоїдної системи · розлад лімфатичних вузлів і лімфатичної системи · розлад лімфатичної системи · розлад лімфоїдної системи · лімфангіопатія · лімфатична хвороба · розлад лімфи · хвороба лімфоїдної системи · аномалія лімфатичної системи · лімфатичні захворювання |                       |
| спадковий метаболічний розлад                          | · вроджені помилки обміну речовин · вроджений розлад обміну речовин · метаболічний спадковий розлад · вроджена помилка метаболізму · вроджене порушення обміну речовин · метаболізм, вроджені помилки |                       |
| рак шлунково-кишкової системи                          | · рак травної системи · рак шлунково-кишкового тракту · гі пухлина · новоутворення травної системи · шлунково-кишкові новоутворення · новоутворення травної системи · карцинома травної системи · злоякісне новоутворення шлунково-кишкового тракту · рак травної системи |                       |
| доброякісне новоутворення центральної нервової системи | · доброякісне новоутворення центральної нервової системи |                       |
| хвороба репродуктивної системи                         | · захворювання статевої системи · аномалії статевої системи · розлад репродуктивної системи |                       |
| рак кісткового мозку                                   | · новоутворення кісткового мозку · пухлина кісткового мозку · злоякісна пухлина кісткового мозку · злоякісне новоутворення кісткового мозку · мієлопроліферативні розлади · хронічний мієлопроліферативний розлад · новоутворення кісткового мозку · мієлопроліферативна хвороба |                       |
| хвороба імунної системи                                | · порушення роботи імунної системи · імунна система та порушення · захворювання імунної системи |                       |
| артерії, аномалії                                      | · хвороба артерій · артеріопатична хвороба |                       |
| захворювання дихальної системи                         | · порушення роботи дихальної системи · порушення дихання · захворювання дихальних шляхів |                       |
| хвороба підшлункової залози                            | · хвороби підшлункової залози |                       |
| Гліома головного мозку                                 | · глиома нижчого класу · гліома мозку · внутрішньочерепна гліома |                       |
| плацента нарощена                                      | |                       |
| mycosis fungoides                                      | · мікоз фунгоїд лімфома · синдром Аліберта-Базіна · гранульома фунгідес · класичний гриб мікозу · mycosis fungoides, тип Аліберт-Базін |                       |
| захворювання шлунково-кишкової системи                 | · хвороба травної системи · розлад травної системи · гастроентеропатія · шлунково-кишкові захворювання · розлад шлунково-кишкового тракту · хвороба кишок · шлунково-кишкові захворювання · захворювання травної системи · шлунково-кишкові розлади · захворювання травної системи · розлади травної системи |                       |
| хвороба товстої кишки                                  | · розлад товстої кишки · хвороби товстої кишки |                       |
| рак грудної клітки                                     | · грудна пухлина · рак грудної клітини · новоутворення грудної клітки · пухлина грудної клітки · грудні новоутворення |                       |
| чоловічий репродуктивний орган                         | · чоловічий рак статевих органів · чоловіче статеве новоутворення · новоутворення репродуктивної системи чоловіків · злоякісне новоутворення чоловічого статевого органу · злоякісне новоутворення чоловічого статевого органу або тракту · злоякісне новоутворення чоловічих статевих органів · злоякісна пухлина чоловічого статевого органу · злоякісна пухлина репродуктивної системи чоловіків · новоутворення чоловічого статевого органу · пухлина репродуктивної системи чоловіків · новоутворення статевих органів, чоловічі |                       |
| безалкогольний стеатогепатит                           | · неалкогольна жирова хвороба печінки · наш · неалкогольний стеатогепатит |                       |
| хвороба сечового міхура                                | · захворювання сечового міхура · захворювання сечового міхура |                       |
| вікова втрата слуху                                    | · вікові порушення слуху · глухота внаслідок старості · втрата слуху, пов'язана з віком · похилого віку сенсоневральні порушення слуху · пресбіакузія · пресбікусис |                       |
| переїдання                                             | |                       |
| хвороба репродуктивної системи чоловіків               | · захворювання статевих органів, чоловічі · розлад чоловічої репродуктивної системи |                       |
| гострий інфаркт міокарда                               | |                       |
| захворювання нервової системи                          | · порушення роботи нервової системи · захворювання нервової системи · розлад нервової системи |                       |
| кишкові захворювання                                   | · кишкові захворювання |                       |
| хвороба стравоходу                                     | · виразка стравоходу · розлад стравоходу · хвороби стравоходу · виразка стравоходу |                       |
| забрюшинна нейробластома                               | |                       |
| b-клітинна лімфома                                     | · В-клітинне лімфоцитарне новоутворення · В-клітинні лімфоми · лімфома, В-клітина · В-клітина лімфоми |                       |
| рак шийки матки                                        | · рак шийки матки, соматичний · рак шийки матки · новоутворення шийки матки · рак шийки матки · новоутворення шийки матки · пухлина шийки матки · новоутворення шийки матки · рак шийки матки · cerca · новоутворення шийки матки · рак шийки матки · рак, шийки матки, соматичний · злоякісна пухлина шийки матки |                       |
| захворювання сечовидільної системи                     | · непухлинні захворювання сечовивідних шляхів · захворювання сечовивідних шляхів · порушення роботи сечовидільної системи · захворювання сечовивідних шляхів · аномалія сечовивідних шляхів · урологічні захворювання · непухлинні розлади сечовидільної системи · вроджена вада розвитку сечовидільної системи |                       |
| рак сечового міхура                                    | · рак сечового міхура, соматичний · рак сечового міхура · пухлина сечового міхура · карцинома сечового міхура · карцинома сечового міхура сечовий · пухлина сечового міхура · рак сечового міхура · рак, сечовий міхур · злоякісне новоутворення сечового міхура · злоякісна пухлина сечового міхура · новоутворення сечового міхура · пухлина сечового міхура · карцинома сечового міхура · новоутворення сечового міхура · blc · уротеліальна карцинома сечового міхура · новоутворення сечового міхура · пухлини сечового міхура · новоутворення сечового міхура · злоякісне новоутворення сечового міхура · карцинома сечового міхура |                       |
| захворювання центральної нервової системи              | · cns · захворювання центральної нервової системи · cns розлад |                       |
| менінгіома, сімейна                                    | · менінгіома, сімейна, схильність до · менінгіома · менінгіома, пов'язана з nf2, соматична · менінгіома, пов'язана із сестрами · внутрішньочерепна менінгіома · менінгеальне новоутворення · пухлина менінготеліальних клітин · новоутворення оболон мозку · первинна оболонка мозкових оболон · супратенторіальна менінгіома · сімейна менінгіома · сімейна множинна менінгіома · mngma · менінгеальні новоутворення · менінгіоми · менінгіома, доброякісна, без підтипу icd-o · новоутворення клітин менінготелію |                       |
| захворювання простати                                  | · захворювання передміхурової залози · захворювання передміхурової залози |                       |
| менінготеліальна менінгіома                            | · менінготеліоматозна менінгіома |                       |
| гематологічний рак                                     | · рак крові · гематологічне злоякісне утворення · гематологічне новоутворення · гематологічні пухлини · гемопоетична та лімфоїдна системи пухлина · гемопоетичний рак · гемопоетичне новоутворення · гемопоетичні пухлини · злоякісне новоутворення кровотворення · гематологічні злоякісні утворення · гематологічні новоутворення · рідка пухлина · гемопоетичні новоутворення |                       |
| хвороба молочної залози                                | · захворювання молочної залози |                       |
| інфаркт міокарда                                       | · інфаркт міокарда, сприйнятливість до · інфаркт міокарда, захист від · інфаркт міокарда, зниження сприйнятливості до · інфаркт міокарда, зменшився · інфаркт · інфаркт міокарда · інфаркт міокарда 1 · передчасний інфаркт міокарда · mci1 · інфаркт міокарда, сприйнятливість до 1 типу |                       |
| рак ендометрія                                         | · рак ендометрія, сімейний · карцинома ендометрія, соматична · рак ендометрія, сприйнятливість до · ендометрія ca · новоутворення ендометрія · злоякісне новоутворення ендометрія · новоутворення ендометрія · первинне злоякісне новоутворення ендометрію · пухлина ендометрія · карцинома ендометрію · ендометріоїдна карцинома · ендометріоїдна карцинома жіночої репродуктивної системи · рак тіла матки · endmc · ендометріоїд карциноми · новоутворення ендометрія · карцинома, ендометріоїдна · рак ендометрія · рак, ендометрій |                       |
| лімфома, неходжкинська, сімейна                        | · неходжкинська лімфома; нхл · неходжкинська лімфома · нхл · лімфома, неходжкинська, соматична · лімфома, фолікулярна, соматична · лімфома, неходжкинська · лімфосаркома · сімейна неходжкинська лімфома · лімфома неходжкинська · неходжкинська лімфома |                       |
| хвороба аортального клапана 2                          | · двостулковий аортальний клапан · aovd2 · стеноз аортального клапана · аортальний стеноз · ревматичний аортальний стеноз · ревматичний стеноз аортального клапана · клапанний аортальний стеноз · хвороба аортального клапана, тип 2 |                       |
| хвороба сезарія                                        | · сезарійна хвороба · сезарійний синдром · синдром сезарі · лімфома сезарія · сезарійна еритродермія · сезарна лімфома |                       |
| хвороба сполучної тканини                              | · розлад сполучної тканини · розлад сполучної тканини · аномалія сполучної тканини · захворювання сполучної тканини · порушення сполучної тканини |                       |
| рак яєчників                                           | · рак яєчників, соматичний · злоякісна пухлина яєчників · злоякісна пухлина яєчника · новоутворення яєчників · первинний рак яєчників · пухлина яєчника · карцинома яєчників · епітеліальний рак яєчників · рак яєчника · злоякісне новоутворення яєчника · злоякісна пухлина яєчника · злоякісна пухлина яєчників · ок · новоутворення яєчника · новоутворення яєчників · рак яєчників · карциноми яєчників · рак, яєчник · злоякісне новоутворення яєчника · первинне злоякісне новоутворення яєчника |                       |
| захворювання серцево-судинної системи                  | · захворювання підрозділу гемолімфоїдної системи · розлад серцево-судинної системи · порушення роботи серцево-судинної системи · серцево-судинні захворювання · серцево-судинне захворювання |                       |
| апластична анемія                                      | · аа · апластична анемія, схильність до · анемія апластична · апластична анемія ідіопатична · ідіопатична апластична анемія · вторинна апластична анемія · ідіопатична недостатність кісткового мозку · анемія, апластична · апластична анемія, ідіопатична |                       |
| нирково-клітинний рак, непапілярний                    | · rcc · гіпернефрома · аденокарцинома нирок · нирково-клітинний рак, прозороклітинний, соматичний · нирково-клітинний рак, соматичний · нирково-клітинний рак · ниркова карцинома, хромофоб, соматичний · непапілярний нирково-клітинний рак · звичайна нирково-клітинна карцинома · crcc · нирково-клітинна аденокарцинома · ясноклітинний рак нирок · ccrcc · спадкова ясноклітинна нирково-клітинна карцинома · спадкова ясноклітинна нирково-клітинна аденокарцинома · поширений нирково-клітинний рак · нирково-клітинний рак непапілярний · карцинома ниркової клітини · карцинома, ниркова клітина · нирково-клітинний рак · карцинома, нирково-клітинна, непапілярна |                       |
| індекс маси тіла кількісний ознака локус 11            | · bmiq11 · ожиріння · ожиріння, сприйнятливість до · ожиріння, сприйнятливість до, bmiq11 · ожиріння bmiq11 · ожиріння, легке, раннє початок · ожиріння, асоціація з · ожиріння, ранній початок, схильність до · ожиріння, ранній початок · ожиріння, важке · ожиріння, важкий та цукровий діабет II типу · худорлявість, успадкована · ожиріння, пізній початок · ожиріння, сприйнятливість до |                       |
| лейкемія, гострий мієлоїд                              | · aml · лейкоз, гострий мієлогенний · гострий мієлоїдний лейкоз, соматичний · лейкемія, гострий мієлоїд, схильність до · лейкоз, гострий мієлоїд, соматичний · лейкемія, гострий мієлоїд, знижена виживаність у, соматична · мієлоїдний лейкоз, гострий, підтип m4 / m4eo, соматичний · гострий мієлоїдний лейкоз · гострий мієлобластний лейкоз · гострий мієлолейкоз · гострий мієлоїдний лейкоз · aml — гострий мієлоїдний лейкоз · лейкоз, мієлоцитарний, гострий · змішаний фенотип гострий лейкоз · mpal · гострий мієлоцитарний лейкоз · гострий лейкоз неоднозначного походження · гострий біфенотиповий лейкоз · гострий лейкоз невизначеного роду · гібридний гострий лейкоз · гострий лейкоз змішаного роду · гострий мієлоїдний лейкоз з повторюваною генетичною аномалією · aml з повторюваною генетичною аномалією · aml з ознаками, пов'язаними з мієлодисплазією · гострий мієлоїдний лейкоз із ознаками, пов'язаними з мієлодисплазією · гострий мієлоїдний лейкоз із багатолінійною дисплазією · aml з багатолінійною дисплазією · терапія, пов'язана з гострим мієлоїдним лейкозом та мієлодиспластичним синдромом · некласифікований гострий мієлоїдний лейкоз · некласифіковані амл · гострий мієлоїдний лейкоз із соматичними мутаціями цебпи · aml із соматичними мутаціями цебпи · успадкований гострий мієлоїдний лейкоз · сімейний амл · успадкована aml · чистий сімейний амл · чистий сімейний гострий мієлоїдний лейкоз · вторинний амл · вторинний гострий мієлоїдний лейкоз · пов'язаний з терапією амл та мієлодиспластичний синдром · гострий недиференційований лейкоз · гострий мієлоїдний лейкоз, мінімальна диференціація, fab m0 · гострий нелімфобластний лейкоз · гострий нелімфолейкоз · лейкемія, мієлоїдна, гостра |                       |